# Metahelotella marthae
Metahelotella marthae is een keversoort uit de familie Helotidae. De wetenschappelijke naam van de soort is voor het eerst geldig gepubliceerd in 1911 door Ritsema.